# Fizjoterapeuta
Fizjoterapeuta – zawód zaufania publicznego stanowiący zarazem samodzielny zawód medyczny, absolwent 4-letnich podyplomowych studiów specjalizacyjnych (specjalista fizjoterapii), studiów magisterskich lub licencjackich o kierunku rehabilitacja ruchowa lub fizjoterapia (różnice w kompetencjach). Część fizjoterapeutów posiada również dodatkowo stopnie naukowe (doktor, doktor habilitowany) lub tytuł naukowy (profesor).
Fizjoterapeuci są w Polsce trzecim co do liczebności zawodem medycznym (ponad 64 tys. osób z aktywnymi uprawnieniami zawodowymi wg rejestru Krajowej Izby Fizjoterapii) po lekarzach i pielęgniarkach. Ich rola staje się szczególnie istotna wobec rozpowszechnienia schorzeń o podłożu neurologicznym (udary, uszkodzenia rdzenia kręgowego, uszkodzenia czaszkowo-mózgowe, a u dzieci: MPD i zaburzenie neurorozwojowe), kardiologicznych oraz starzeniem się społeczeństwa (fizjoterapia geriatryczna).

## Kompetencje
Fizjoterapeuta obiera i przeprowadza badania diagnostyczne i funkcjonalne dla potrzeb tworzenia, weryfikacji i modyfikacji programu fizjoterapii w różnych obszarach medycyny w tym także w rehabilitacji medycznej (usprawnianiu) osób z różnymi chorobami i zaburzeniami funkcjonalnymi; stosując metody kinezyterapeutyczne i fizykoterapeutyczne planuje i realizuje proces fizjoterapii w różnych obszarach medycyny bądź rehabilitacji medycznej zgodnie z potrzebami pacjenta; przygotowuje, weryfikuje, modyfikuje i realizuje program fizjoterapii osób z różnymi dysfunkcjami stosownie do zmieniającego się ich stanu klinicznego i funkcjonalnego uwzględniając w tym założone cele kompleksowego leczenia i kompleksowej rehabilitacji medycznej; dokonuje właściwego doboru zaopatrzenia ortopedycznego stosownie do rodzaju dysfunkcji i potrzeb pacjenta na każdym etapie leczenia i rehabilitacji; prowadzi dokumentację fizjoterapeutyczną zgodnie z wytycznymi zamieszczonymi w Międzynarodowej Klasyfikacji Funkcjonowania, Niepełnosprawności i Zdrowia ICF oraz Międzynarodowej Klasyfikacji Chorób i Problemów Zdrowotnych ICD-10.

## Kształcenie
W Polsce fizjoterapeutów kształci się na poziomie studiów wyższych jednostopniowych 5 letnich, prowadzonych najczęściej w Akademiach Wychowania Fizycznego oraz na Uniwersytetach Medycznych. Po uzyskaniu tytułu magistra i spełnieniu wymogów CMKP można realizować czteroletnią specjalizację w zakresie fizjoterapii, po zdaniu państwowego egzaminu specjalizacyjnego (PESoZ) przed komisją Centrum Egzaminów Medycznych uzyskując tytuł specjalisty fizjoterapii.
Oprócz ukończenia studiów w grupie fizjoterapeutów standardem (jako wyjątkiem pośród zawodów medycznych) są kursy podyplomowe (metody: NDT-Bobath, PNF, Vojta, Cyriax, kinesiotaping i inne), których cena waha się od kilkuset złotych do kilkunastu tysięcy złotych.
W Europie, nie kształci się już fizjoterapeutów na poziomie niższym niż licencjat, tj. technik fizjoterapii. Nie ma także kierunku rehabilitacja ruchowa i szkół medycznych tego kierunku. Jednakże osoby, które ukończyły Policealne Studium Medyczne kształcące w zawodzie technik fizjoterapii i uzyskały tytuł zawodowy technika fizjoterapii, niezależnie od zmiany kształcenia w zawodach medycznych, posiadają kwalifikacje do wykonywania zawodu fizjoterapeuty (w zakresie uzyskanych kompetencji). Przepisy prawa nie nakładają obowiązku uzupełnienia wykształcenia na studiach licencjackich.
W niektórych krajach funkcjonuje również zawód asystenta fizjoterapeuty (o zmniejszonych uprawnieniach), a także Extended Scope Physiotherapist (ESP) o uprawnieniach znacznie szerszych od polskiego specjalisty fizjoterapii.

## WedługNFZ
1. magister fizjoterapii – osoba, która:
  1. rozpoczęła po dniu 30 września 2012 r. studia wyższe z zakresu fizjoterapii obejmujące co najmniej 2435 godzin kształcenia w zakresie fizjoterapii uzyskała tytuł licencjata oraz obejmujące dodatkowo co najmniej 1440 godzin kształcenia w zakresie fizjoterapii i uzyskała tytuł magistra,
  2. rozpoczęła po dniu 31 grudnia 1997 r. studia wyższe na kierunku fizjoterapia, zgodnie ze standardami kształcenia określonymi w odrębnych przepisach, i uzyskała tytuł magistra na tym kierunku,
  3. rozpoczęła przed dniem 1 stycznia 1998 r. studia wyższe na kierunku rehabilitacja ruchowa lub rehabilitacja i uzyskała tytuł magistra na tym kierunku,
  4. rozpoczęła przed dniem 1 stycznia 1998 r. studia wyższe w Akademii Wychowania Fizycznego i uzyskała tytuł magistra oraz ukończyła specjalizację I lub II stopnia w dziedzinie rehabilitacji ruchowej,
  5. rozpoczęła przed dniem 1 stycznia 1980 r. studia wyższe na kierunku wychowanie fizyczne i uzyskała tytuł magistra na tym kierunku oraz ukończyła w ramach studiów dwuletnią specjalizację z zakresu gimnastyki leczniczej lub rehabilitacji ruchowej, potwierdzoną legitymacją instruktora rehabilitacji ruchowej lub gimnastyki leczniczej,
  6. rozpoczęła przed dniem 1 stycznia 1980 r. studia wyższe na kierunku wychowanie fizyczne i uzyskała tytuł magistra na tym kierunku oraz ukończyła trzymiesięczny kurs specjalizacyjny z rehabilitacji,
2. osoba, która rozpoczęła po dniu 30 września 2012 r. studia wyższe z zakresu fizjoterapii obejmujące co najmniej 2435 godzin kształcenia w zakresie fizjoterapii i uzyskała tytuł licencjata,
3. osoba, która rozpoczęła po dniu 31 grudnia 1997 r. studia wyższe na kierunku fizjoterapia, zgodnie ze standardami kształcenia określonymi w odrębnych przepisach, i uzyskała tytuł licencjata na tym kierunku,
4. osoba, która ukończyła szkołę policealną publiczną lub niepubliczną z uprawnieniami szkoły publicznej i uzyskała tytuł zawodowy technik fizjoterapii.

## Kontrowersje
26 października 2015 r. Prezydent RP podpisał Ustawę z dnia 25 września 2015 r. o zawodzie fizjoterapeuty zbliżającą polską praktykę medyczną do standardów międzynarodowych. Ww. ustawa porządkuje sytuację prawną i etyczną zawodu fizjoterapeuty, określając: przepisy ogólne, zasady wykonywania zawodu fizjoterapeuty, prawo wykonywania zawodu, Krajowy Rejestr Fizjoterapeutów oraz zaświadczenia, Kształcenie podyplomowe fizjoterapeutów (w tym specjalizacje, które w odróżnieniu od lekarskich i pielęgniarskich zwykle są płatne), samorząd fizjoterapeutów, odpowiedzialność zawodową, przepisy karne, zmiany w przepisach obowiązujących, przepisy przejściowe i końcowe.
Ustawa spotkała się ze sprzeciwem samorządu lekarskiego. Dnia 28 października 2015 członek prezydium Naczelnej Izby Lekarskiej Konstanty Radziwiłł (od 16 listopada 2015 do 9 stycznia 2018 piastował urząd ministra zdrowia) na antenie "Polskiego Radia" powiedział: Źle, że ta ustawa powstała. Uczynienie z zawodu fizjoterapeuty profesjonalisty pierwszego kontaktu, który sam przyjmuje pacjentów, planuje im leczenie i ma dostęp do dokumentacji medycznej, to nie jest dobre rozwiązanie. Trzeba będzie nad tą ustawą jeszcze popracować. Nie jest przecież wyryta w kamieniu.
Osoba, która po 31 października 2019 r. posługuje się tytułem fizjoterapeuty, a nie jest zapisana  w rejestrze Krajowej Izby Fizjoterapeutów podlega karze grzywny.